# Kanfanar
Kanfanar (italienisch Canfanaro) ist eine Gemeinde in der Gespanschaft Istrien in Kroatien.

## Geografie

### Lage
Kanfanar liegt auf 281 Meter Seehöhe, ungefähr 20 Kilometer östlich von Rovinj bzw. 30 Kilometer nördlich von Pula, an der Autocesta 9. 

### Nachbargemeinden
Das Kanfanarer Gemeindegebiet grenzt im Norden an die Gemeinde Tinjan, im Osten an Žminj, im Südosten an Svetvinčenat, im Süden an Bale und im Westen an die Stadt Rovinj.

### Gliederung
Die Gemeinde Kanfanar mit 1543 Einwohnern besteht aus den 22 Ortschaften, Dörfern und Weilern Barat, Brajkovići, Bubani, Burići, Červari, Draguzeti, Dubravci, Jural, Kanfanar, Korenići, Kurili, Ladići, Marići, Maružini, Matohanci, Mrgani, Okreti, Pilkovići, Putini, Sošići, Šorići und Žuntići.

### Klima
Kanfanar und sein Umland sind vom Mittelmeerklima mit subtropischen Eigenschaften geprägt: Die Sommer sind heiter, sonnig und warm, die Winter mild.
Die Vegetation ist typisch mediterran und besteht hauptsächlich aus Waldgemeinschaften mit orientalischen Hainbuchen und Flaumeichen.

## Geschichte
Erste Siedlungsspuren stammen aus der Bronze- und Eisenzeit: In einem Tumulus (Hügelgrab) bei Šorići sowie in der Höhle bei Kašteljir wurden entsprechende Funde gesichert.
Die heutige Stadt Kanfanar ging aus den zwei kleineren Ortschaften Parentino und Moncastello hervor. Parentino hatte illyrische Wurzeln, ist aber später aufgegeben worden. Moncastello, später Duecastello (heute Dvigrad) genannt, verlor im Jahre 1631 wegen seuchenartiger Erkrankungen seine Einwohner, und als deren neue Siedlung entstand das heutige Kanfanar. Als Baumaterial nutzte man unter anderem die heutigen Ruinen von Dvigrad.

## Wirtschaft und Infrastruktur

### Wirtschaft

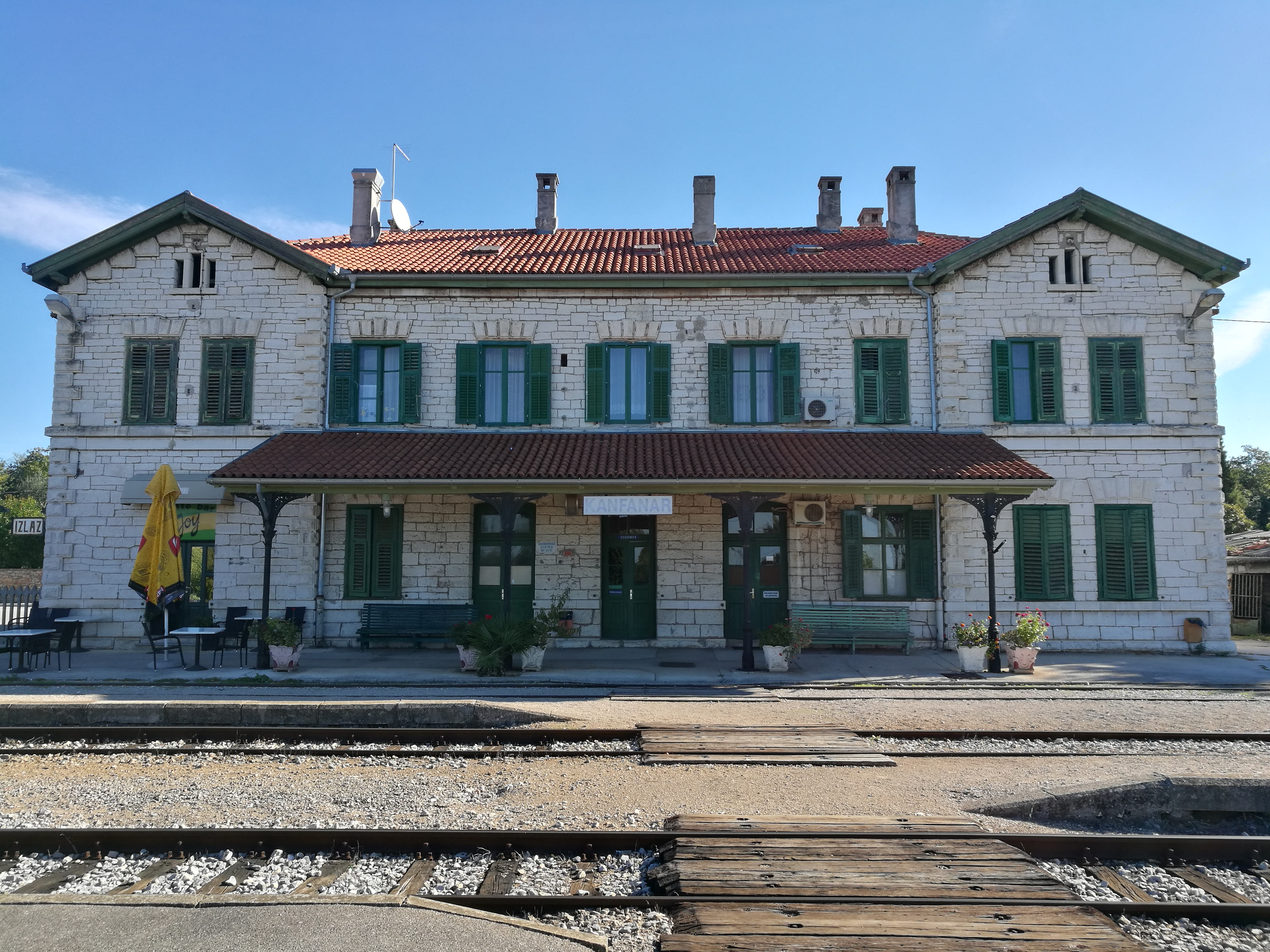
Bahnhof

Die wirtschaftliche Grundlage der Stadt besteht hauptsächlich in Kleingewerbe und touristischen Aktivitäten. Am Westrand der Stadt befindet sich ein großer Kalksteinbruch, der ein hellbeiges Gestein aus der Kreideformation für Bau- und Dekorationszwecke liefert. Dieser Werkstein mit dem gleichen Namen wie seine Stadt ist überregional bekannt. Am Rande des Ortes befindet sich eine große Tabak verarbeitende Fabrik.

### Verkehr
Kanfanar verfügt über einen Autobahnanschluss zur in Nord-Süd-Richtung führenden istrischen Magistrale A9 sowie zur hier abzweigenden und nach Matulji bei Rijeka führenden Autocesta A8.
Durch das Gemeindegebiet verlaufen die Staatsstraßen 75 und 303, die Bezirksstraßen 5076, 5077 und 5097 sowie die Kreisstraßen 50101, 50102, 50128 und 50131.
Die Gemeinde besitzt einen Bahnhof an der Bahnstrecke Divača–Pula. Dieser war bis 1966 Abzweigbahnhof für die Bahnstrecke Kanfanar–Rovinj. Ein Anschluss an die im Jahre 1902 eröffnete schmalspurige Lokalbahn Triest–Parenzo („Parenzaner Bahn“) unterblieb, weil der geplante Streckenabschnitt Poreč–Kanfanar nie gebaut wurde.

## Kultur und Sehenswürdigkeiten

### Kultur

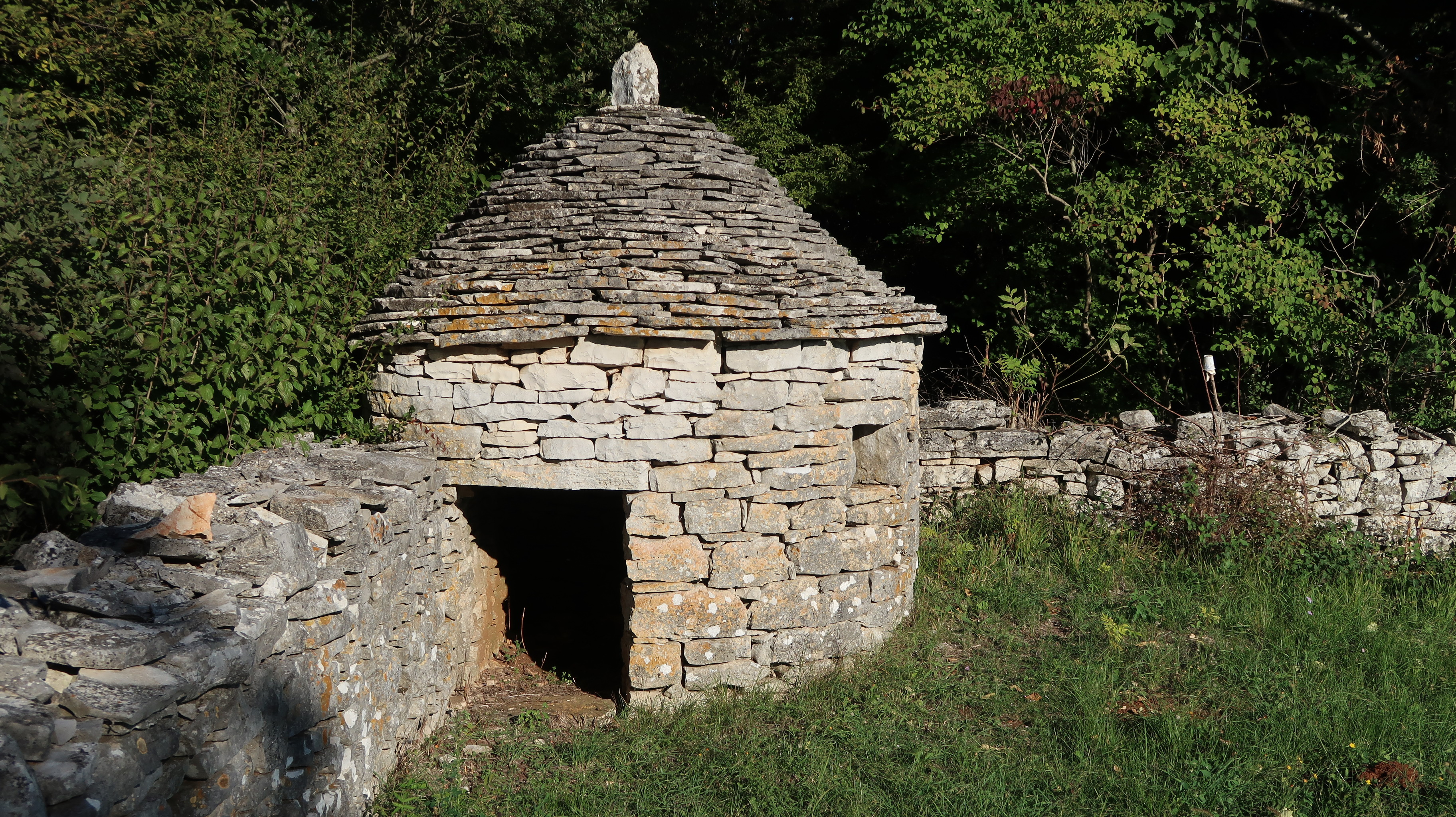
Kažun als Eckbegrenzung in einer Trockenmauer nahe dem Friedhof in Kanfanar

Im Gemeindegebiet von Kanfanar stehen mehrere aus Trockenmauerwerk gefertigte Kažuni – bis zu 30 m² große, runde Steingebäude mit einer Decke aus einem Kraggewölbe. Sie dienten als Unterstand an Feldern und Weingärten.

### Sehenswürdigkeiten

#### Ruinenstadt Dvigrad

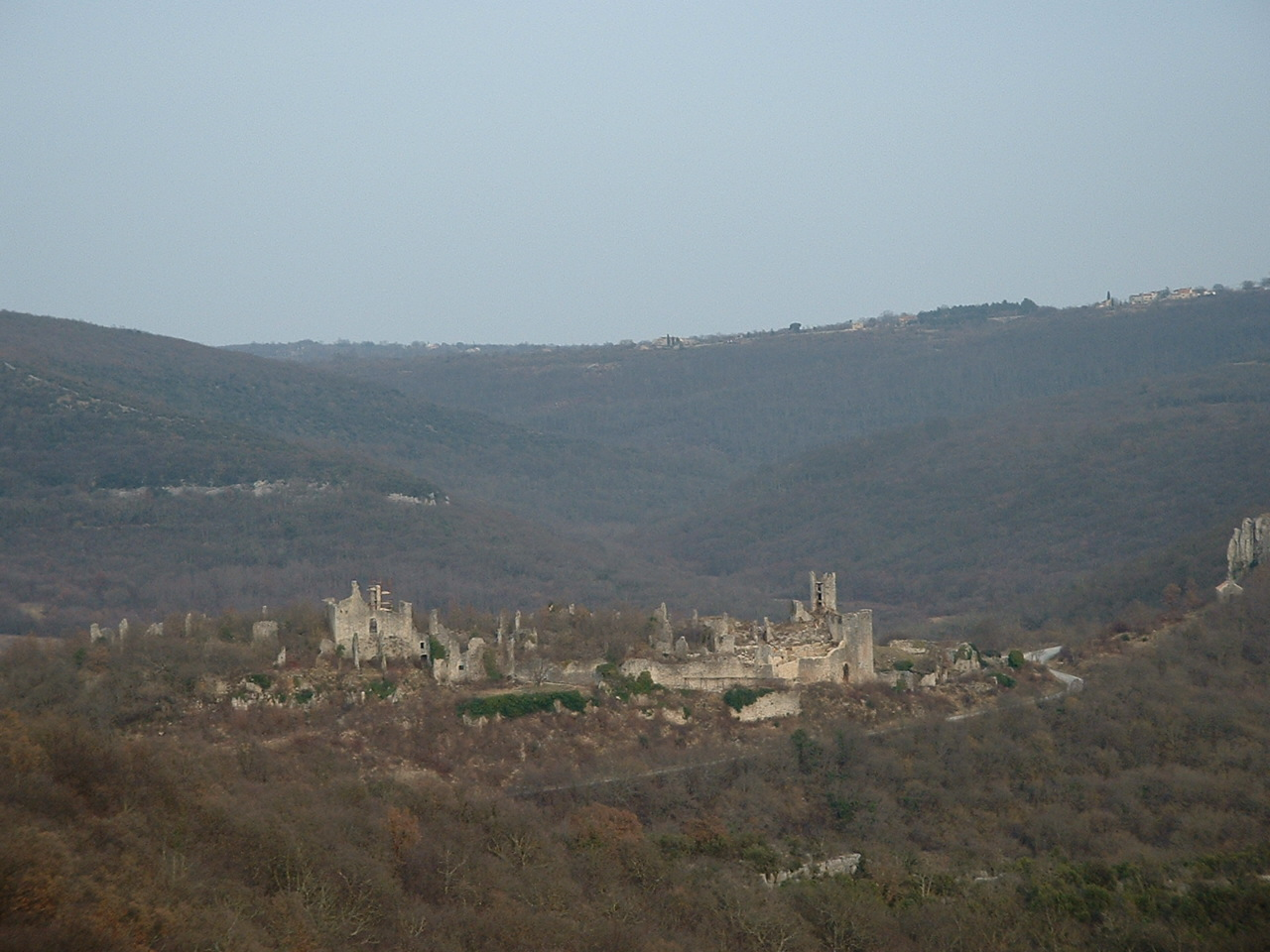
Die Ruinenstadt Dvigrad

Dvigrad ist eine auf den Resten einer prähistorischen Siedlung errichtete und seit 1631 verlassene Ruinenstadt im Draga-Tal.

#### Sakralbauten
Basilika der heiligen Sophie
Die Basilika der heiligen Sophie wurde im 5. oder 6. Jahrhundert auf dem höchsten Plateau Dvigrads errichtet. Ihr heutiges Aussehen erhielt die dreischiffige Basilika mit drei Apsiden in der Romanik (13. Jahrhundert).
Marienkirche Madonna am See
Innerhalb eines kleinen Friedhofs unterhalb der Ruinenstadt Dvigrad steht die im 14. Jahrhundert erbaute gotische Marienkirche Madonna am See. Im Presbyterium des vierseitigen Steinbaus sind Fresken des „Bunten Meisters“ zu sehen.
St. Agatha

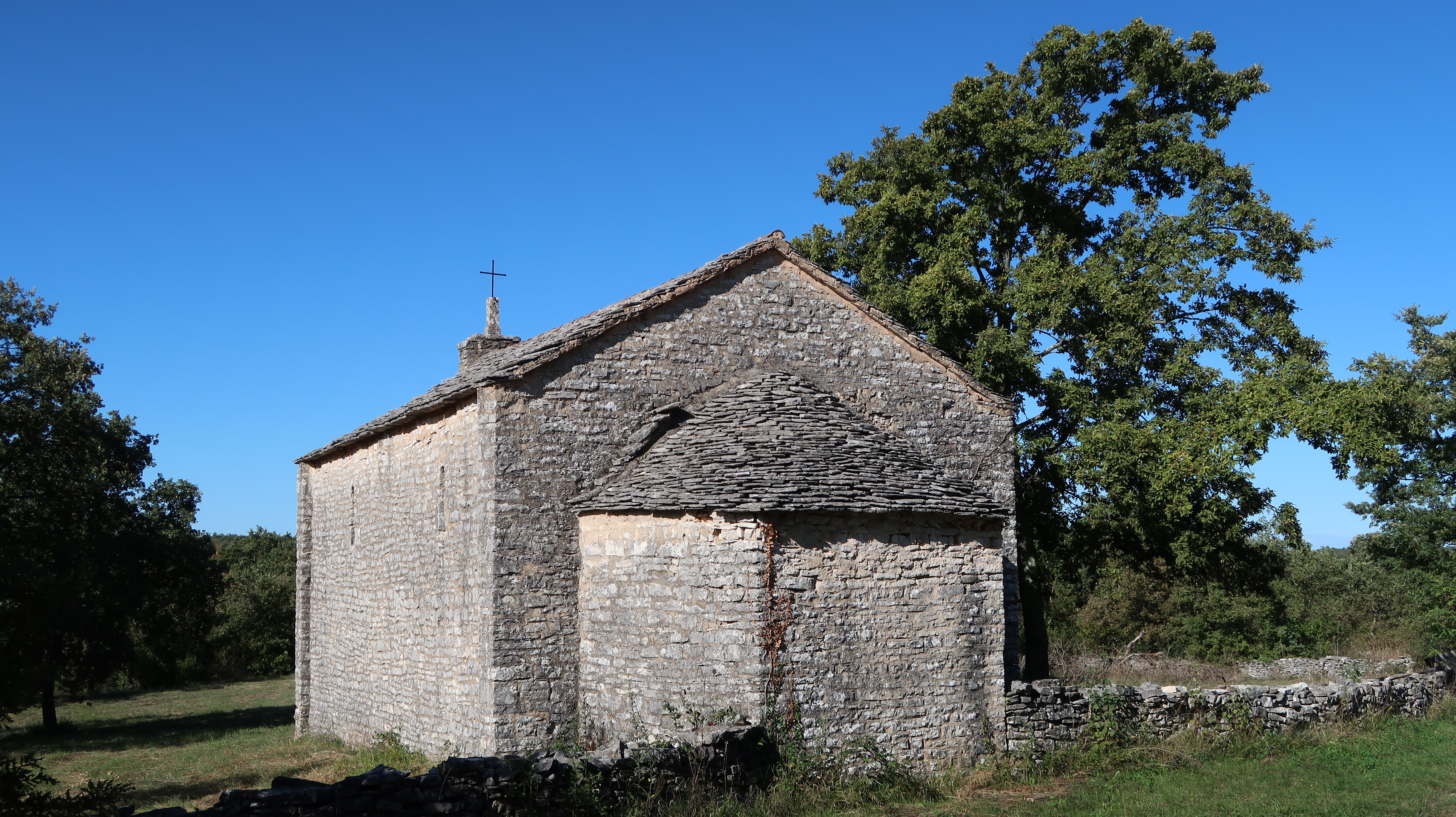
Kirche der heiligen Agatha

An der Straße nach Vidulini steht die Kirche St. Agatha, die älteste Kirche im Gemeindegebiet. Es wird vermutet, dass sie Ende des 10. Jahrhunderts erbaut worden ist. Der einschiffige mit Natursteinplatten gedeckte Steinbau mit einer viereckigen Außenapsis ist im Inneren mit Fresken aus dem 11. Jahrhundert geschmückt, die unter starkem byzantinischem Einfluss stehen.
St. Elija
Die kleine Sankt-Elija-Kirche steht in vergleichsweise unzugänglichem Gelände zwischen Kanfanar und Korenići und geht auf einen romanischen Ursprungsbau zurück. Sie wurde Anfang des 20. Jahrhunderts als Sakralbau aufgegeben. Aktuell bemüht sich eine lokale Kulturvereinigung um ihren Erhalt.
St. Silvester
Die ab 1695 auf dem Fundament einer kleineren Kirche erbaute Kirche St. Silvester in Kanfanar hat drei Altare. Der Hauptaltar ist dem heiligen Silvester und der heiligen Sophia gewidmet, der kleinste Altar dem heiligen Antonius von Padua. Die Kanzel gehörte einst zum Mobiliar der Basilika in Dvigrad. Der 25 Meter hohe Glockenturm wurde 1732 gebaut und hat drei Glocken.
In St. Silvester werden heute die erhalten gebliebenen liturgischen Gegenstände aus der Kirche von Dvigrad sowie die Kopie des Turiner Grabtuches – einer der bedeutendsten Reliquien des Christentums – verwahrt.

## Söhne und Töchter der Stadt
- Giovanni Glavinich/Franjo Glavinić (* 23. Juni 1585; † 6. Dezember 1652 in Trsat/Tersatto), Franziskaner, Theologe, Literat, Geschichtsschreiber[2]
- Gregorio Franisovich († 1810 in Capodistria), Offizier und Teilnehmer an den Türkenkriegen auf dem Balkan